# Сухареу (комуна)
Сухареу (рум. Suharău) — комуна у повіті Ботошані в Румунії. До складу комуни входять такі села (дані про населення за 2002 рік):
- Ізвоаре (78 осіб)
- Лішна (961 особа)
- Орофтіана (1138 осіб)
- Плевна (211 осіб)
- Смирдан (703 особи)
- Сухареу (2283 особи)

Комуна розташована на відстані 411 км на північ від Бухареста, 46 км на північний захід від Ботошань, 138 км на північний захід від Ясс.

## Населення
За даними перепису населення 2002 року у комуні проживали 5374 особи, усі — румуни. Усі жителі комуни рідною мовою назвали румунську.
Склад населення комуни за віросповіданням:
| Релігія            | Кількість осіб | Відсоток |
| ------------------ | -------------- | -------- |
| православні        | 5147           | 95,8%    |
| п'ятдесятники      | 122            | 2,3%     |
| адвентисти         | 51             | 0,9%     |
| баптисти           | 42             | 0,8%     |
| бретрени           | 4              | 0,1%     |
| римо-католики      | 3              | 0,1%     |
| не вказали релігію | 3              | 0,1%     |